# هنري فوستر
هنري فوستر (بالإنجليزية: Henry Foster)‏ (و. أغسطس 1796 – 1831 م) هو مستكشف من المملكة المتحدة لبريطانيا العظمى وأيرلندا، ومملكة بريطانيا العظمى، ولد في برستون، وكان عضوًا في الجمعية الملكية، توفي في نهر تشاغريس، بسبب غرق.

## الخدمة العسكرية
خدم في البحرية الملكية البريطانية.

## جوائز
حصل على جوائز منها:
- وسام كوبلي (1827)
- زميل في الجمعية الملكية (6 مايو 1824).[2]